# Chevrolet Chevy
El Chevrolet Chevy o també conegut com a Chevy és un cotxe fabricat per Chevrolet a Mèxic a la planta de Ramos Arizpe, Coahuila des de l'any 1996. D'ençà el 2006, s'han fabricat més de 580.000 i el model ostenta una quota de mercat del 33% (any 2006).

## Història
Al desembre de 1993 GM de Mèxic decideix comercialitzar el Chevy, un vehicle que a Europa era comercialitzat sota el nom d'Opel Corsa, en concret, de la 2a generació d'aquest. Al cap de poc el Chevy tingué una bona acollida al mercat mexicà.
En concret, es va comercialitzar el model espanyol, amb el paquet "Joy" (equipament estàndard) i el "Swing" (equipament complet) i disponible amb 3 i 5 portes. Mecànicament era propulsat per un motor 1.4L de 82 cv.

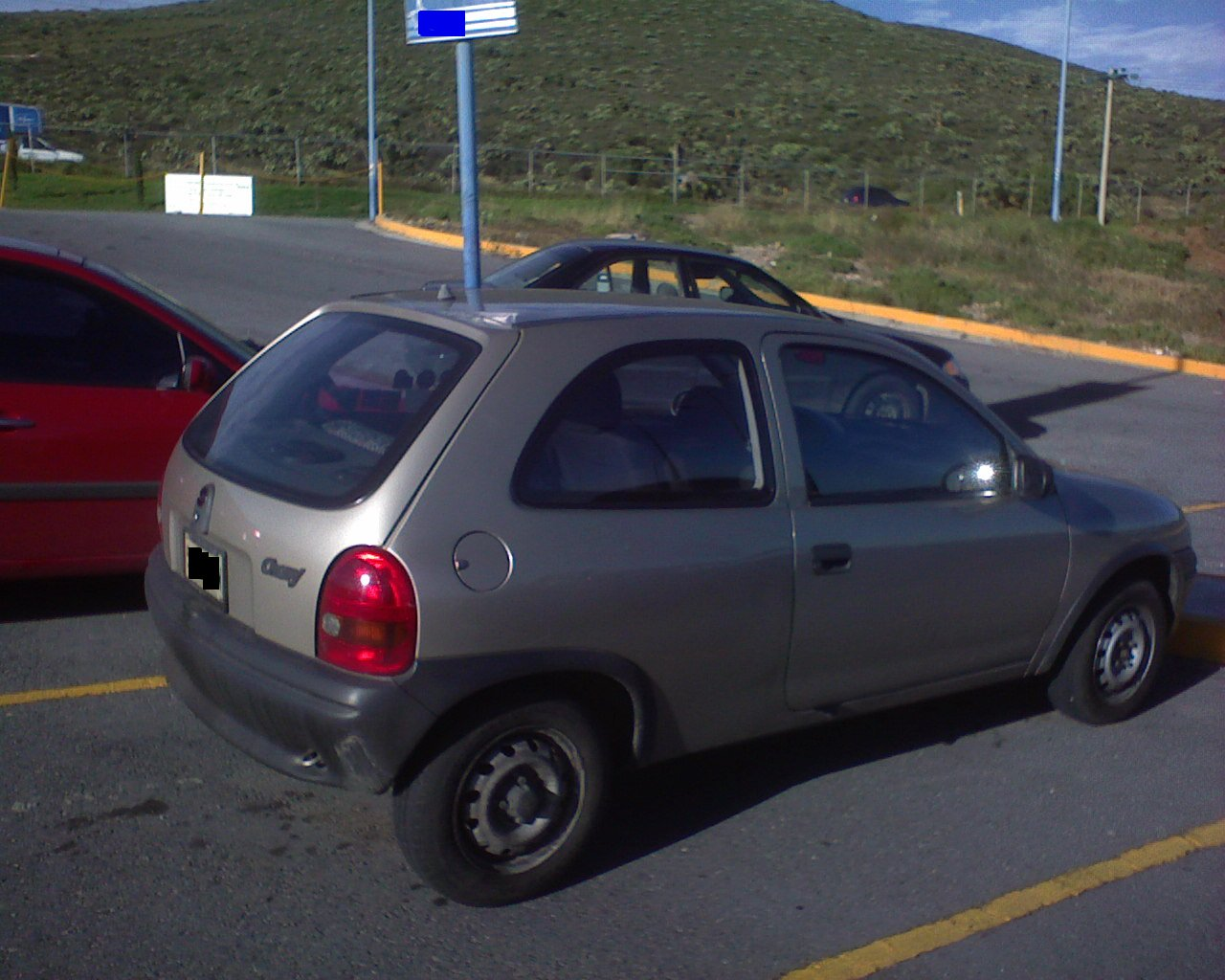
Chevrolet Chevy

A partir del 1995 deixa d'importar-se i passarà a ser fabricat a Mèxic. L'any següent, apareix el paquet d'equipament "Pop", que oferia el cotxe a un preu més econòmic, ja que en aquells temps el país va sofrir una important crisi econòmica.
Més endavant arribaran de Brasil el Chevy Pickup (una espècie de camioneta petita), Chevy Station Wagon (versió familiar), Chevy Monza (la versió sedan, amb 4 portes). El paquet "Joy" per al model de 3 portes i el "Swing" per al de 5 van marcar una renovació de la mercadotecnia de GM, encara que el motor emprat era el mateix 1.4L en 68 y 78 cv.
El 1999 es presenta una versió commemorativa, el Chevy M2K, equipada amb un motor 1.6L. Posteriorment, els models d'importació procedents de Brasil equiparen el motor 1.6L MPFI de 89 cv i direcció hidràulica i aire condicionat en opció.
Els anys 2000 i 2001 el paquet d'equipament "Pop" rep modificacions estètiques provinents dels models brasilers; aquesta tendència serà implementada en la resta de models.
L'entrada del Chevrolet Corsa influirà més endavant amb el Chevy, encara que serà a partir del 2003 quan apareixeran nous models d'aquest que provocaran el 2004, un canvi estètic amb aquest. Aquest mateix 2003, el motor del Chevy augmenta la potència a 95 cv.

## Chevy C2

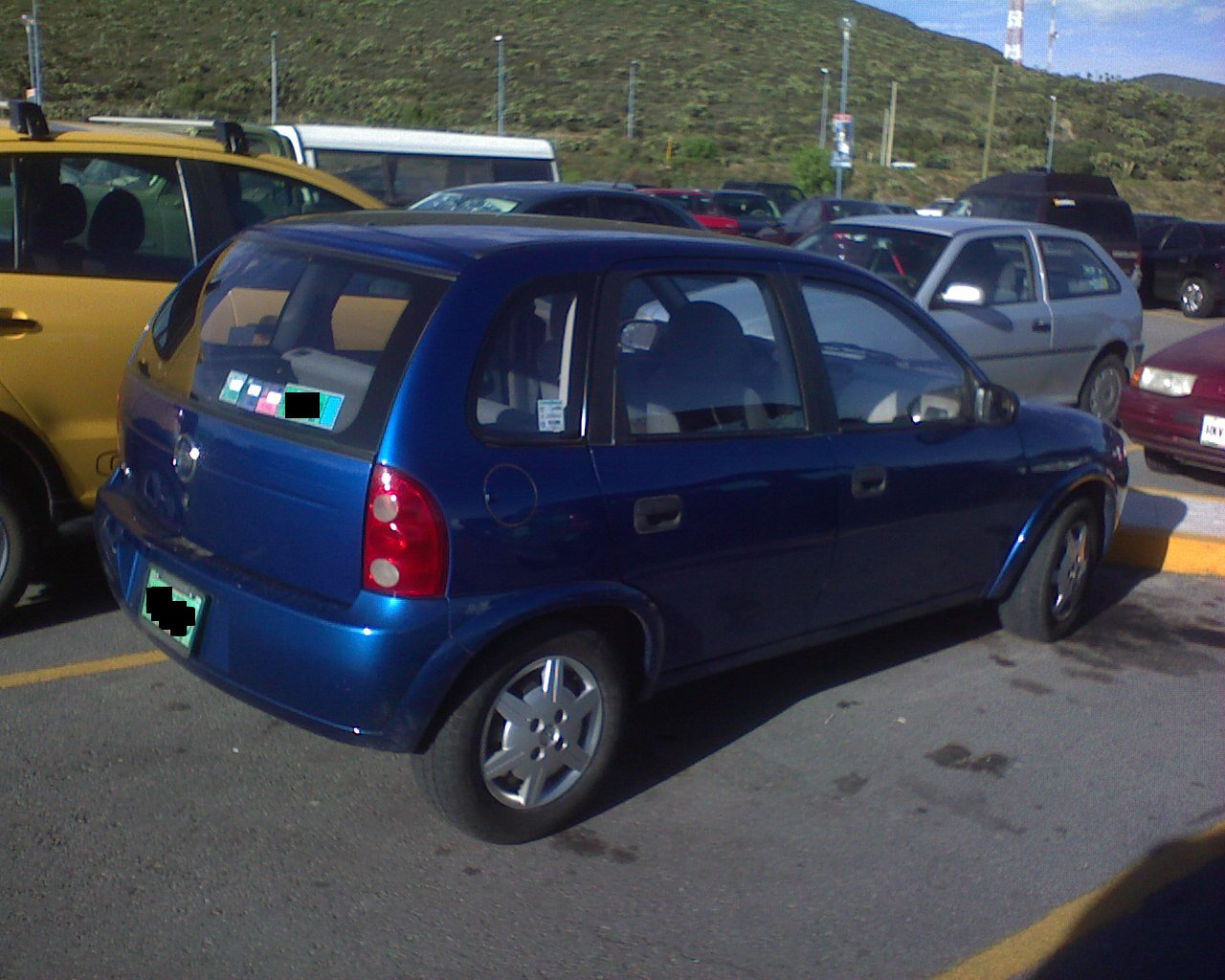
Chevrolet Chevy C2

Novembre de 2003 GM presenta un nou Chevy anomenat "C2" que inclou més de 100 millores respecte del model anterior, tot i que segueix emprant la mateixa plataforma. La versió Monza passa a incorporar-se com a "C2 Sedan". Els encarregats d'aquest nou disseny van ser 3 persones del Centre Tècnic de Toluca (a part d'ingeniers i mercatòlecs i col·laboradors): Miguel Calderón, Humberto Ortíz i Jorge Rodríguez.
Les millores se centraven en els fars davanters i posteriors, para-xocs nous, graella nova, disseny interior millorat amb una instrumentació nova (exceptuant detalls que seguien heretats de l'anterior Chevy) i el mateix motor, el 1.6L, i la possibilitat d'elecció entre una transmissió manual de 5 velocitats o una automàtica de 4.
L'any 2006 passa dels 95 cv als 100 cv. Es presenta una edició especial a 700 unitats del Chevy per commemorar els 10 anys de producció nacional d'aquest model amb un equipament especial.
C2S
El 2005 es va presentar aquest paquet estètic i d'equipament. Es tracta d'una edició limitada a 500 unitats que presenta petits canvis estètics, com un para-xocs distints, adornaments estètics exteriors (llantes d'aliatge de 14") i un interior amb seients entapissats amb la inscripció "C2S" i altres retocs cosmètics. El motor és el mateix 1.6 amb la potència de 100 cv. Només està disponible amb carrosseria de 3 portes i transmissió manual.